# Scenopinus nitidulus
Scenopinus nitidulus är en tvåvingeart som beskrevs av Friedrich Hermann Loew 1873. Scenopinus nitidulus ingår i släktet Scenopinus och familjen fönsterflugor.
Artens utbredningsområde är Iran. Inga underarter finns listade i Catalogue of Life.